# Surrey Senior League
La Surrey Senior League era una lega regionale calcistica inglese che copriva la contea di Surrey, anche se spesso venivano ammesse anche le squadre al di fuori della contea. La lega è esistita dal 1922 al 1978, quando ha cambiato nome in Home Counties League nel tentativo di attirare squadre provenienti da un bacino di utenza più ampio. Dopo una stagione la lega ha cambiato nome ancora una volta in Combined Counties League, che continua a mantenere. Per tre stagioni, tra il 1968 e il 1971, la lega aveva due divisioni: la massima serie era la Premier Division, e la divisione inferiore era la Division One.

## Albo d'oro
Le squadre campioni della lega sono stati:
- 1922-1923 Egham
- 1923-1924 Farnham United Breweries
- 1924-1925 Farnham United Breweries
- 1925-1926 Epsom Town
- 1926-1927 Epsom Town
- 1927-1928 Aldershot Traction Company
- 1928-1929 Dorking
- 1929-1930 Dorking
- 1930-1931 Camberley & Yorktown
- 1931-1932 Camberley & Yorktown
- 1932-1933 Camberley & Yorktown
- 1933-1934 Banstead Mental Hospital
- 1934-1935 Wills Sports
- 1935-1936 Hersham
- 1936-1937 Walton-on-Thames
- 1937-1938 Metropolitan Police
- 1938-1939 Hersham
- 1939-1946  Non disputato per la seconda guerra mondiale
- 1946-1947 Leatherhead
- 1947-1948 Leatherhead
- 1948-1949 Leatherhead
- 1949-1950 Leatherhead
- 1950-1951 Banstead Athletic
- 1951-1952 Banstead Athletic
- 1952-1953 Banstead Athletic
- 1953-1954 Banstead Athletic

- 1954-1955 Dorking
- 1955-1956 Dorking
- 1956-1957 Banstead Athletic
- 1957-1958 Molesey
- 1958-1959 Malden Town
- 1959-1960 Chertsey Town
- 1960-1961 Addlestone
- 1961-1962 Chertsey Town
- 1962-1963 Chertsey Town
- 1963-1964 Hampton
- 1964-1965 Banstead Athletic
- 1965-1966 Farnham Town
- 1966-1967 Farnham Town
- 1967-1968 Farnham Town
- 1968-1969 Premier Division – Whyteleafe, Division One – Ashtead
- 1969-1970 Premier Division – Bracknell Town, Division One – Colliers Wood United
- 1970-1971 Premier Division –   Malden Town, Division One – Chessington & Hook United
- 1971-1972 Merstham
- 1972-1973 Westfield
- 1973-1974 Westfield
- 1974-1975 Epsom & Ewell
- 1975-1976 Wandsworth
- 1976-1977 Horley Town
- 1977-1978 Malden Vale